# كفر رماح
كفر رماح إحدى قرى مركز منوف التابع لمحافظة المنوفية بجمهورية مصر العربية.

## السكان
بلغ عدد سكان كفر رماح 2,839 نسمة، منهم 1,462 رجل و1,377 إمرأة، حسب الإحصاء الرسمي لعام 2006.